# Hlodoun čínský
Hlodoun čínský (Rhizomys sinensis) je druh hlodavce z čeledi slepcovití, který žije v jižní Číně, severním Myanmaru, severním Vietnamu a zřejmě i v Laosu.

## Charakteristika druhu
Jeho habitatem jsou bambusové porosty, borové lesy a plantáže ve vyšších nadmořských výškách. Délka těla bývá od 21 do 38 cm, délka ocasu je maximálně 10 cm. Hmotnost se pohybuje těsně pod hranicí 2 kg. Srst je jemná, barva osciluje od světle šedé až po tmavě šedohnědou. Je to samotářské zvíře, které si staví rozvětvené nory hluboké 20 - 30 cm a dlouhé až 45 metrů s několika východy. Teritorium si značí kopečky hlíny. Živí se rostlinnou stravou, především bambusovými kořeny a výhonky. Predátory tohoto zvířete jsou panda červená, irbis a levhart skvrnitý (poddruhy levhart čínský a indický). V období páření se hlodouni sdružují do dvojic. Rozmnožování probíhá celoročně s vrcholem na jaře. Samice rodí 2 až 8 mláďat. Hlodoun čínský je poměrně široce rozšířený druh s početnou populací a IUCN mu tudíž přidělil status málo dotčený. Jedinou zásadní hrozbou pro něj je lov lidmi kvůli jídlu.